# دستگرد امامزاده
دستگرد امامزاده، روستایی در دهستان دستگرد بخش دستگرد شهرستان فرخ‌شهر در استان چهارمحال و بختیاری ایران است. این روستا، مرکز بخش دستگرد است.
این روستا در ۲۵ کیلومتری شهرکرد و ۱۰ کیلومتری فرخشهر قرار دارد.

## مردم
تمامی مردم این روستا به زبان لری بختیاری صحبت می‌کنند. درآمد اکثر ساکنان این روستا از فعالیت‌های زراعی، باغداری، دامداری، تولید صنایع دستی تأمین می‌شود. گندم، جو، لوبیا، چغندر قند، سیب‌زمینی، یونجه و شبدر عمده‌ترین محصولات زراعی و گوشت قرمز و فراورده‌های لبنی مانند شیر، ماست، کره محلی، کشک و دوغ از محصولات دامی روستای دستگرد است. زنان و دختران روستا، هنگام فراغت از فعالیت‌های دیگر، به تولید صنایع دستی مانند قالی و گلدوزی روی پارچه می‌پردازند.

## اطلاعات
روستای دستگرد امامزاده از روستاهای تاریخی استان چهارمحال و بختیاری است. بناهای قدیمی از قبیل امامزاده، مسجد، قلعه، حمام و منطقه حفاظت شده تنگ صیاد و چندین اثر دیگر در پیرامون آن، نشانگر قدمت طولانی آن است. برخی از آثار موجود در روستا به دوره صفویه و برخی دیگر به دوره قاجاریه تعلق دارد. مردم این روستا مسلمان و پیرو مذهب شیعه جعفری هستند.

## جمعیت
بر پایه سرشماری عمومی نفوس و مسکن در سال ۱۳۹۵، جمعیت این روستا برابر با ۲٬۸۱۰ نفر (۸۷۱ خانوار) بوده است.